# Vandvej
En vandvej er en kanal eller sejlbar flod. Eller en rute til søs.
Sejlbare kanaler og floder betegnes som indre vandveje.

## Definitioner
For at en vandstrækning kan klassificeres som en vandvej, kræves at den er sejlbar. For at den er sejlbar, kræves følgende opfyldt:
- Vanddybden skal være tilstrækkelig til, at skibe kan besejle den.
- Bredden skal være tilstrækkelig til, at skibe kan komme igennem.
- Der må ikke være forhindringer undervejs i form af vandfald e.lign. uden at der er metoder til at komme uden om dem.
- Strømforholdene skal være af en karakter, som gør det muligt at besejle den sikkert.

## Brug

### Indre danske vandveje
I Danmark har de sejlbare kanaler primært været brugt til at lette adgangen til havne. Fx kanalen til Næstved Havn og Odense Kanal. Enkelte steder har kanaler været brugt til at forkorte afstanden, som skibene skulle tilbagelægge. Fx Kanhavekanalen, der gennemskærer Samsø. Kanaler til egentlig varetransport er der kun få af i danmarkshistorien; en markant er Esrum Kanal.

### Udenlandsk brug
I udlandet er der en lang tradition for varetransport på de indre vandveje: på floder og på kanaler. En varetransport som stadig foregår og udbygges.

#### Kanalsejlads i Frankrig
- Kanaler i Frankrig

I Frankrig er der et veludbygget net af kanaler og sejlbare floder med en samlet længde af 8.500 km. Man opererer med syv skibsklasser, som viser, om skibene kan gå gennem vandvejene.
| Klasse | Tons          | Antal km |
| ------ | ------------- | -------- |
| 0      | under 249     | 1.647    |
| 1      | 250 - 399     | 4.015    |
| 2      | 400 - 649     | 266      |
| 3      | 650 - 999     | 568      |
| 4      | 1.000 - 1.499 | 137      |
| 5      | 1.500 - 2.999 | 247      |
| 6      | over 3.000    | 1.621    |

## Eksempler

### Søruter
- Nordvestpassagen
- Slaveruten

### Sejlbare floder
- Rhinen
- Rhonefloden

### Kanaler
- Panamakanalen
- Suez-kanalen
- Nord-Ostsee-Kanal.